# دیوارها (آلبوم لوئیس تاملینسون)
دیوارها (به انگلیسی: Walls) نخستین آلبوم استودیویی، نوشته‌شده توسط خواننده-ترانه‌سرای بریتانیایی لوئیس تاملینسون است، که در ۳۱ ژانویه ۲۰۲۰ توسط سایکو رکوردز و اریستا رکوردز منتشر شده‌است.